# Уэлборн, Алекс
Алекс Уэлборн-Стэнли (англ. Alex Whelbourne-Stanley; род. 30 октября 1988 года) — британская шорт-трекистка, двукратная призёр чемпионата Европы.

## Спортивная карьера
Алекс Уэлборн родилась в английском городе Ноттингем, в церемониальное графстве Ноттингемшир. Тренировалась на базе клуба «Nottingham Ice Racing Club» с 9-го возраста вместе со своим братом Джеком Уэлборном при поддержке её родителей отца Джейсона Уэлборна и матери Тони.
Уэлборн впервые участвовала в Европейских юношеских Олимпийских играх 2005 года, где заняла лучшее 15-е место на дистанции 1000 м. В 2007 году на юниорском чемпионате мира в Чехии заняла 36-е место в общем зачёте, а также дебютировала на чемпионате Европы в Шеффилде в составе эстафетной команды, с которой заняли 5-е место. В том же году заняла 3-е место на национальном чемпионате Великобритании среди юниоров.
Первая медаль в её карьере была получена во время чемпионата Европы в Вентспилсе 2008 года. Команда британских шорт-трекисток в эстафете заняла 1-е место, опередив соперниц из Болгарии и Германии. В марте поднялась на 2-е место в общем зачёте на юниорском национальном чемпионате. Через год Уэлборн участвовала в 24-й зимней Универсиаде в Харбине и показала результаты на трёх дистанциях в третьем десятке.
С 2010 по 2014 год Уэлборн не показывала лучших результатов, её единственное выступление в 2011 году на чемпионате мира у себя дома в Великобритании закончилось 30-м местом в личном многоборье. Она была дважды призёром национальных чемпионатов. В 2013 году не смогла в третий раз квалифицироваться на олимпийские игры. Последним выступлением в её карьере стало участие в чемпионате Европы в Дрездене 2014 года, где команда Великобритании выиграла серебряную медаль в эстафете.

## Личная жизнь
Замужем за известным британским шорт-трекистом — Полом Стэнли. В 2007 году окончила Ноттингемский технологический колледж, с 2014 по 2020 года обучалась в Ноттингемском университете Трента на факультете юриспруденции С июня 2016 по июнь 2017 года — помощник по правовым вопросам в компании «Hodge Jones & Allen», с 2020 года работает менеджером проектов по веб-дизайну и разработке в компании Strafe Creative.